# 機場隧道
機場隧道（英語：Airport Tunnel）是香港一條行車隧道（東榮路），長約0.6公里，連接港珠澳大橋香港口岸及赤鱲角機場路，供除公共運輸工具與獲特別許可外的車輛由港珠澳大橋香港口岸前往香港國際機場客運區。
此隧道為港珠澳大橋香港接線工程之兩條行車隧道之一，另一條為觀景山隧道，連接主橋及口岸之間。
於2017年中，香港政府預計機場隧道須延至2018年才能通車，未能趕及大橋於2017年底同步啟用。最終因大橋工程同樣出現延誤，兩者於2018年10月24日同步通車。

## 使用情況
| 年份 | 雙程合計 | 平均每日 |
| ---- | -------- | -------- |
| 2019 | 186,835  | 559      |